# هگزا فلوراید گوگرد
گوگرد هگزا فلوئورید با فرمول SF6 یک ترکیب معدنی بی‌رنگ، بی‌بو ،غیر سمی و اشتعالناپذیر است که در دستهٔ گازهای گلخانه‌ای جای می‌گیرد. در فرمول های شیمیایی این مولکول اتم گوگرد در هسته و اتم های فلوئور در اطراف آن قرار می‌گیرد و مولکولی پر ظرفیت است. مانند دیگر گازهای غیرقطبی به سختی در آب حل می‌شود اما در حلال های آلی غیرقطبی حل‌شدنی است. معمولاً آن را به صورت گاز فشردهٔ مایع‌شده جابجا می‌کنند. چگالی آن در سطح دریای آزاد، ۶/۱۲ گرم بر لیتر است.
این گاز معمولاً به عنوان بازدارندهٔ جرقه‌زنی در تجهیزات ولتاژ بالا استفاده می‌شود و نزدیک به پنج برابر از هوا سنگین‌تر است.
این گاز ۲۳۵۰۰ برابر بیشتر از گاز CO2 پتانسیل گرمایش جهانی (GWP) دارد و در غلظت های نسبتاً جزئی در جو وجود دارد. غلظت آن در تروپوسفر زمین در سال ۲۰۲۲ به ۱۱/۰۲ قسمت در هزار میلیارد (ppt) رسید که ۰/۳۷ ppt در سال افزایش یافت.[۸] این افزایش از سال ۱۹۸۰ تا حد زیادی ناشی از گسترش بخش صنعت برق بوده که سبب انتشار گازهای گلخانه‌ای فراری از بانک‌های گاز SF6 موجود در تابلو برق جریان متوسط و بالا است . استفاده آن نیز در تولید منیزیم، آلومینیوم و برق افزایش آن را در جو تسریع می‌کند.

## واکنش
اس‌اف‌سیکس را می‌توان از در تماس قرار دادن گوگرد و فلوئور بدست آورد. این همان روشی است که هانری مواسان و پل لبیو در ۱۹۰۱ میلادی در اکتشافاتشان به کار بردند.
عملاً هیچ واکنش شیمیایی‌ای برای اس‌اف‌سیکس وجود ندارد. این گاز با سدیم گداخته واکنش نشان نمی‌دهد اما به صورت گرماده با لیتیم واکنش نشان می‌دهد.

## کاربردها

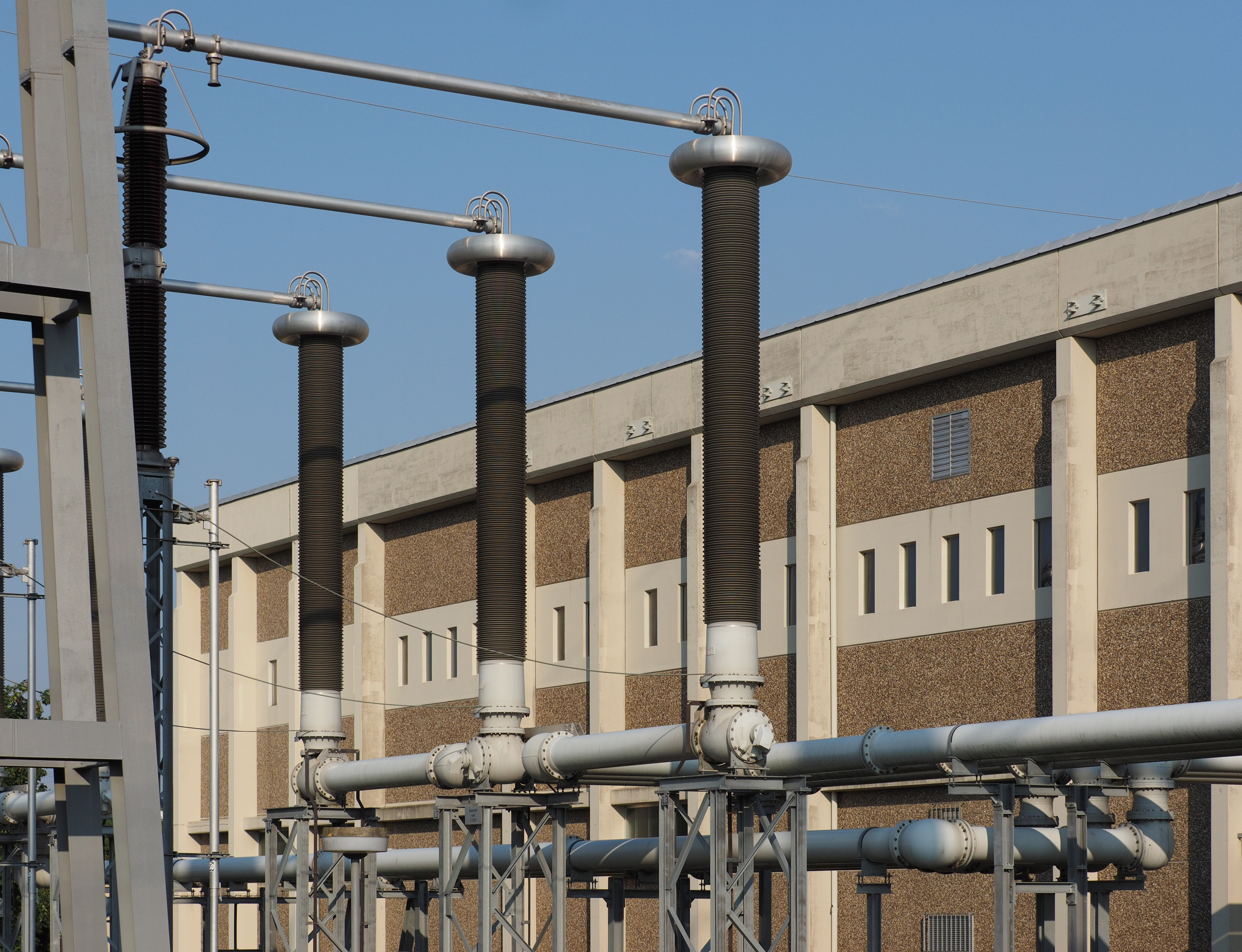
تغییر از یک خط برق هوایی به یک خط ولتاژ بالا با عایق گاز SF6 در پست لینگارتن، آلمان

سالانه ۸٫۰۰۰ تن اس‌اف‌سیکس تولید می‌شود که بیشتر آن (۶٫۰۰۰ تن) به عنوان دی‌الکتریک گازی در صنعت برق استفاده می‌شود. به عنوان یک گاز بی‌اثر در ریخته‌گری منیزیم و به عنوان یک پرکنندهٔ بی‌اثر در پنجره‌های دوجداره کاربرد دارد.

### خاصیت عایقی
اس‌اف‌سیکس به عنوان مادهٔ گازی دی‌الکتریک در صنعت برق و در مدارشکنهای ولتاژبالا، تجهیزات کلیدزنی و دیگر تجهیزات برقی به کار می‌رود و جای مدارشکن‌های پرشده از روغن را که ممکن است شامل مادهٔ مضر پی‌سی‌بی باشند می‌گیرد. از اس‌اف‌سیکس تحت فشار در تجهیزات جی‌آی‌اس استفاده می‌شود چراکه خاصیت دی‌الکتریک آن بسیار بیشتر از هوا یا نیتروژن خشک‌شده‌است. این ویژگی سبب می‌شود که بتوان اندازهٔ تجهیزات برقی را تا حد زیادی کاهش داد. این خاصیت باعث می‌شود جی‌آی‌اس برای مقاصد بخصوصی نظیر بکارگیری در فضای بسته مناسب باشد (در مقابل تجهیزات برقی عایق‌بندی شده با هوا که فضای به‌نسبت زیادتری می‌برند). تجهیزات برقی عایق‌بندی شده با گاز نسبت به آلودگی و تأثیرات آب و هوا نیز مقاومت بیشتری دارند و در کاربردهای طولانی‌مدت به سبب فضای کارکرد مهارشده، اعتمادپذیرتر هستند. با وجود اینکه بیشتر محصولات حاصل از تجزیهٔ این گاز به سرعت به اس‌اف‌سیکس بازتبدیل می‌شوند، قوس الکتریکی یا کرونا می‌تواند موجب تولید دی‌سولفور دکافلوئورید شود که گازی به شدت سمی است و اثرات سمی آن مشابه فوسژن می‌باشد. S2F10 به عنوان یک گاز مستعد برای بکارگیری در جنگ‌افزارهای شیمیایی در جنگ جهانی دوم مطرح بود چراکه موجب ریزش اشک نمی‌شود یا پوست را به سوزش نمی‌اندازد و بنابراین هشدار کمی هنگام تماس فراهم می‌کند.
اس‌اف‌سیکس همچنین به عنوان یک دی‌الکتریک ولتاژبالا در شتاب‌دهنده‌های ذره‌ای مانند مولد واندوگراف و پلترون ها و میکروسکوپ‌های الکترونی ولتاژ بالا به کار می‌رود.

### استفاده‌های پزشکی
از اس‌اف‌سیکس در جراحی های ترمیم جداشدگی شبکیه استفاده می‌شود.

### دیگر استفاده‌ها
از هگزا فلوراید گوگرد برای بالابردن فشار در هادی‌موجهای سامانه‌های رادار نیز استفاده می‌شود.

## گاز گلخانه‌ای
با توجه به هیئت بین دولتی تغییرات آب‌وهوایی، اس‌اف‌سیکس قوی‌ترین گاز گلخانه‌ای ارزیابی شده‌است که در یک بازهٔ ۱۰۰ساله پتانسیل گرمای جهانی آن ۲۲٬۸۰۰
برابر بیشتر از دی‌اکسید کربن است.

## اثراتکاراندام‌شناختیو احتیاط‌ها
همچون دیگر گازها، چگالی اس‌اف‌سیکس بر روی بسامد تارهای صوتی تولیدکنندهٔ ارتعاشات صدا تأثیرگذار است. چگالی هگزا فلوراید گوگرد به‌نسبت در دما و فشار اتاق، زیاد است، زیرا جرم مولی این گاز زیاد است. برخلاف هلیم که جرم مولی‌اش ۴ گرم بر مول است، اس‌اف‌سیکس جرم مولی‌ای معادل ۱۴۶ گرم بر مول دارد. سرعت صوت در این گاز ۰٫۴۴ برابر سرعت صوت در هوا است، علت این امر لختی مولکولهای اس‌اف‌سیکس است. در مقایسه، جرم مولی هوا، که تقریباً ۸۰٪ نیتروژن و ۲۰٪ اکسیژن است، تقریباً ۳۰ گرم بر مول می‌باشد. تنفس اس‌اف‌سیکس موجب کاهش ارتعاش تارهای صوتی و بسامد صدا می‌شود، در مقابل تنفس هلیوم موجب افزایش آن می‌گردد.
به مانند همهٔ گازهای غیر اکسیژنی، تنفس اس‌اف‌سیکس می‌تواند منجز به خفگی یا حتی مرگ شود.